# Α-リノレン酸
α-リノレン酸（アルファ-リノレンさん、英: Alpha-linolenic acid、ALA、数値表現 18:3 (n−3) または 18:3 (Δ9,12,15)）は、多価不飽和脂肪酸の一種で多くの植物油で見られる。IUPAC名 all-cis-9,12,15-オクタデカトリエン酸となる。また、生理学では 18:3 (n−3) と表記される。

## 概要
α-リノレン酸は直鎖18炭素で3つのcis二重結合を持つカルボン酸である。最初の二重結合はω末端から数えて3番目の炭素に位置する。したがって、α-リノレン酸は多価不飽和脂肪酸であり、ω-3脂肪酸である。二重結合の場所が違う異性体にω-6脂肪酸のγ-リノレン酸がある。
栄養学では、摂取することが必須の栄養素である必須脂肪酸である。ヒトを含めた多くの動物は体内でα-リノレン酸を原料としてEPAやDHAを生産することができるが、α-リノレン酸からEPAやDHAに変換される割合は 10–15 % 程度である。
植物及び微生物中で、ω-3 位に二重結合を作るΔ15-脂肪酸デサチュラーゼ によりリノール酸の二重結合が一個増えてα-リノレン酸が生成される。ヒトを含めた動物はΔ15-脂肪酸デサチュラーゼを有さないので、α-リノレン酸を自ら合成することができない。

## 生理
ヒトを含めた動物の体内ではΔ6-脂肪酸デサチュラーゼにより 18:3 (n−3) のα-リノレン酸（ALA）のΔ6の位置に不飽和結合を作りエロンガーゼにより炭素2個伸張して 20:4 (n−3) のエイコサテトラエン酸を生成し、Δ5-脂肪酸デサチュラーゼにより不飽和結合を増やして 20:5 (n−3) のエイコサペンタエン酸（EPA）を生成し、このエイコサペンタエン酸から 22:5 (n−3) のドコサペンタエン酸（DPA）を経るかSprecher's shuntと呼ばれる経路いずれかを経て 22:6 (n−3) のドコサヘキサエン酸 (DHA) が生成される（詳細はデサチュラーゼを参照のこと。）。
このようにヒトを含めた多くの動物は体内でα-リノレン酸を原料として EPA や DHA を生産することができるが、α-リノレン酸から EPA や DHA に変換される割合は 10–15 % 程度である。
不飽和化するデサチュラーゼも炭素2個伸張するエロンガーゼもω-3 脂肪酸もω-6 脂肪酸も共通しているので、ω-3 脂肪酸の最初の出発物質であるα-リノレン酸を摂取することで、ω-6 脂肪酸の最初の出発物質であるリノール酸がより多不飽和化されたω-6 脂肪酸であるアラキドン酸に代謝させるのを抑制する。α-リノレン酸の摂取が少なく、アラキドン酸が過剰に存在するようになるとアラキドン酸カスケードを経て多数の作用の強い生理活性物質が産生されて炎症が起こることがある。α-リノレン酸から生成される DHA は脳や網膜のリン脂質に含まれる脂肪酸の主要な成分である。妊娠・出産期には母親には無視できないω-3 脂肪酸の枯渇の危険性が高まり、その結果として産後のうつ病の危険性に関与する可能性がある。健常者と比較してうつ病患者はω-3 脂肪酸の蓄積量が有意に低くω-6 とω-3 の比率は有意に高かったことが指摘されている。

必須脂肪酸の代謝経路とエイコサノイドの形成

2011年にハーバード大学で発表された10年以上にわたる50,000人以上の女性を対象とした調査で、α-リノレン酸を豊富に摂取し、同時にリノール酸をあまり摂取しないことは、有意にうつ病の発生を減少させることが認められた。また、この結果と対照的にこの調査では、魚油に含まれる EPA や DHA の摂取は、うつ病の発生を減少させないことが認められた。
α-リノレン酸を摂取すると心血管疾患のリスクが軽減されるとの報告がある。

## 必要摂取量
1 日約 2 g のα-リノレン酸の摂取が必要である。詳しくは必須脂肪酸#必要摂取量を参照のこと。

## 食物中のα-リノレン酸

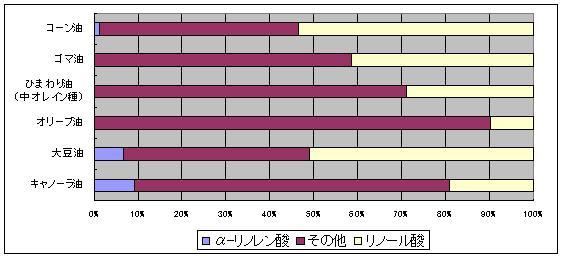
食用油の必須脂肪酸

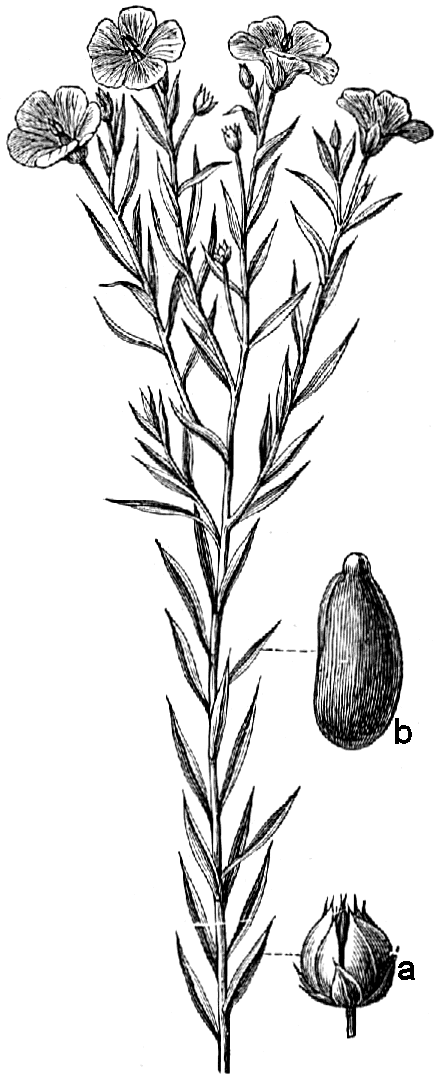
亜麻には多くのα-リノレン酸が含まれる

種油にはα-リノレン酸が含まれているものがあり、エゴマ、アブラナ（キャノーラ）、ダイズ、アマに含まれている。特にエゴマに多く含まれている。その他の食用油には含まれていないか、わずかしか含まれていない。
また、α-リノレン酸は広葉植物の葉のチラコイドの膜組織（光合成に関わる）からも得られる。実際、ホウレンソウやチンゲンサイなどの青物野菜からα-リノレン酸が検出されている。ゆえに、葉は草食動物の格好のα-リノレン酸の供給源である。ヒトのα-リノレン酸の1日あたりの必要量は 2 g 程度であり、仮にホウレンソウに換算すると 1 日 1.4 kg に相当し、草食動物なら可能な量かもしれないがヒトにはホウレンソウ等の野菜から摂取するには非現実的な量に相当する。α-リノレン酸 1 日あたり 2 g はキャノーラ油なら 1 日 20 g に相当する。
動物性脂肪にもわずかながらα-リノレン酸が含まれているが、ヘット（牛脂）の場合では 1 日 300 g 摂取しないと上記のα-リノレン酸の必要量が満たせず、心臓病予防の観点からも現実的ではない。前述のように牧草等の葉には微量ではあるもののリノール酸に比べてα-リノレン酸が比較的多く存在している。このため牧草を飼料として与えられている羊の肉（マトン、ラム）では他の肉に比べてα-リノレン酸とリノール酸との比率が高くなり、α-リノレン酸をほとんど含まない穀物の飼料を多く与えられている鶏や豚の肉では他の肉に比べてα-リノレン酸とリノール酸との比率が低くなっている。
- 植物油の脂肪酸組成は植物油の一覧#植物油の脂肪酸組成を参照。
- 魚介類 100 g 中の主な脂肪酸については魚介類の脂肪酸を参照のこと。
- {{野菜中の必須脂肪酸量}}を参照。

| 植物油として             | 別名             | リンネ名            | % ALA†  | ref.   |
| ------------------------ | ---------------- | ------------------- | ------- | ------ |
| シソ（エゴマ）(エゴマ油) | shiso（perilla） | Perilla frutescens  | 58%     | [ 11 ] |
| アマ(亜麻仁油)           | linseed          | Linum usitatissimum | 55%     | [ 11 ] |
| アブラナ                 | canola           | Brassica napus      | 10%     | [ 3 ]  |
| ダイズ                   | soya             | Glycine max         | 8%      | [ 3 ]  |
|                          |                  |                     | †平均値 |        |

## 乾性油
α-リノレン酸 (ALA) は乾性油の中でも最も豊富な不飽和化合物である（例：シソ油、アマニ油）。